# 小行星6899
小行星6899（英語：6899 Nancychabot）是一颗围绕太阳公转的小行星。1988年9月14日，舒爾特·巴斯在托洛洛山发现了此天体。
这颗小行星的绝对星等为128.4100256181215等。